# Klebebach
Der Klebebach im Rothaargebirge ist ein ca. 2 km langer, orographisch rechter Quellbach des Osterbaches im Hochsauerlandkreis in Nordrhein-Westfalen.

## Verlauf
Der Klebebach entspringt etwa 2 km südwestlich des Winterberger Ortsteils Mollseifen. Seine Quelle liegt in ca. 450 m Entfernung in südwestlicher Richtung vom Gipfel des Zwistberges auf ca. 682 m ü. NHN. Der Bach fließt zunächst in südwestlicher Richtung, bevor er sich nach kurzem Verlauf nach Süden wendet und nach ca. 2 km in die Oster mündet, welcher schließlich als linker Zufluss in Girkhausen auf die Odeborn trifft.

## Natur und Umwelt

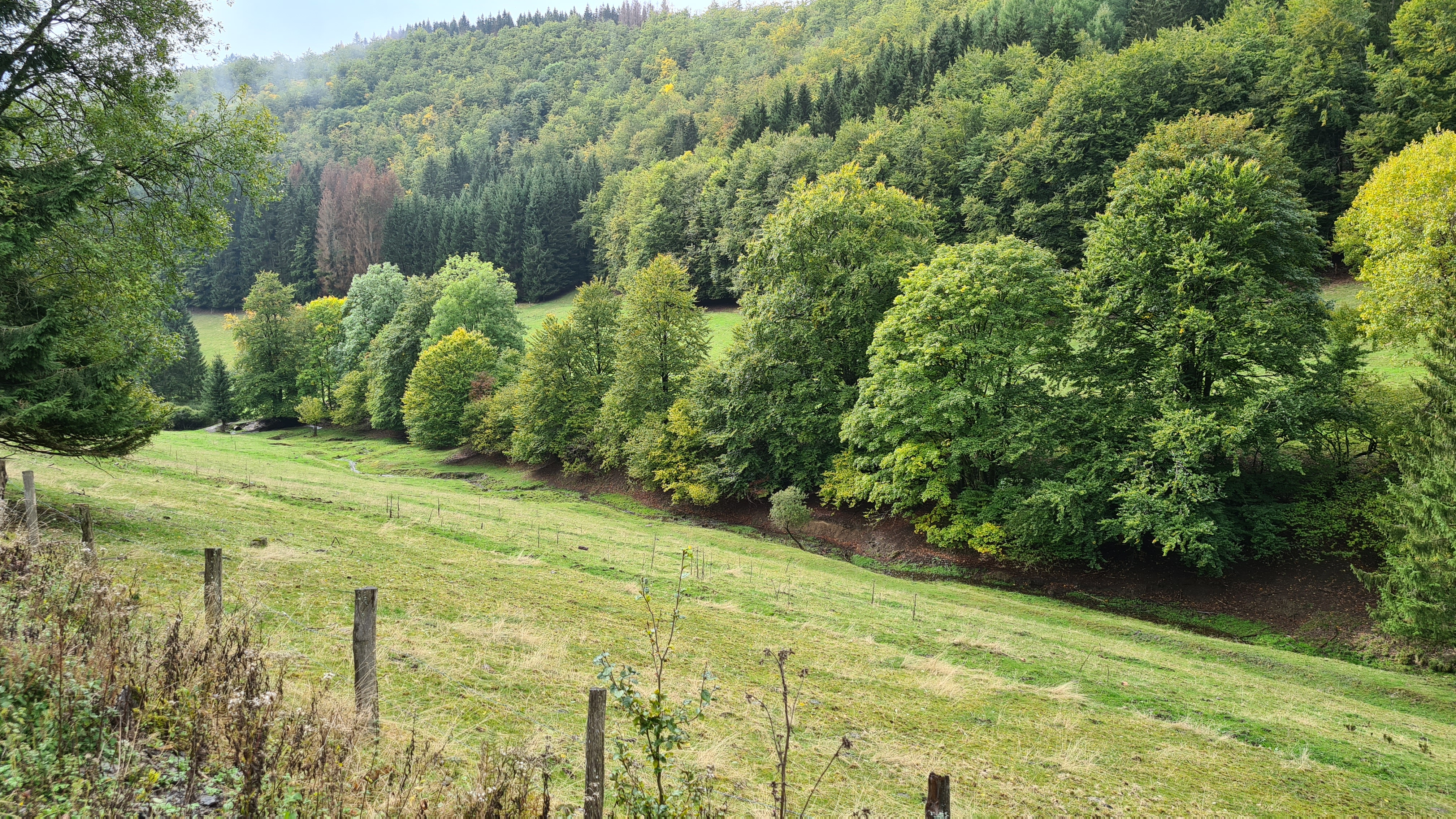
Wiese im Klebebachtal

Die Klebe entspringt in einem Nadelwaldstück und durchfließt im weitern Verlauf einige zum Teil bewirtschaftete Talwiesen. Im gesamten Verlauf liegt der Klebebach im 991 ha großen Naturschutzgebiet Bergland Wittgenstein (SI-089), das aus drei Teilflächen besteht und im Jahr 2004 unter der Schlüsselnummer SI-089 unter Naturschutz gestellt wurde. Das Naturschutzgebiet erstreckt sich nordöstlich der Kernstadt Bad Berleburg und südwestlich von Züschen, einem Stadtteil von Winterberg im Hochsauerlandkreis.